# Can't see the Wood for the Trees
Can't see the Wood for the Trees is een 12 meter hoge roestvrij stalensculptuur uit 2002 van beeldend kunstenaar Richard Deacon bij Knooppunt Rottepolderplein ter hoogte van de aansluiting N205 op A9 bij industrieterrein De Liede in de Nederlandse gemeente Haarlemmermeer.
De titel is een Engelse uitdrukking, met als Nederlands equivalent: door de bomen het bos niet meer zien. Deacon ontleent veel van zijn titels aan Engelse gezegden. Oorspronkelijk was het beeld bedoeld voor de binnenstad van Groningen. De sculptuur was geprojecteerd bij een passage bij het treinstation, waar mensen onder het beeld zouden kunnen doorlopen, maar Deacon kon het beeld niet binnen de begroting realiseren. De verticale elementen zijn geïnspireerd op een reclame over pizza waarbij kaasslierten ontstaan bij het opdienen. De contouren van de twee horizontale vlakken zijn geïnspireerd op een open plek in het bos.

## Externe bron
- Website: Kunst en publieke ruimte